# تسكمت (تمزكدوين)
تسكمت هي إحدى مشيخات المملكة المغربية، تتبع جغرافيا لإقليم شيشاوة وإداريًا لتمزكدوين. يقدر عدد سكانها بـ 1394 نسمة حسب الإحصاء الرسمي للسكان والسكنى لسنة 2004.